# Philotheus van Pskov
Philotheus van Pskov (Russisch: Филофей Писковский - Filofej Pskovskij; ± 1465 - 1542) was een hegoumen van het Jeleazarovklooster in Pskov. 
Filofej was de schrijver van enkele brieven aan Vasili III van Moskou en Ivan IV. Hem wordt De legende van de witte kovel toegeschreven, alsook de profetie van het Derde Rome, waarin Moskou als het kerkelijke en wereldlijke centrum van de wereld wordt beschreven.